# Znich
Znich (бел. Зніч рус. Знич — по мифологии означает священный огонь) — белорусская метал-группа, играющая в стиле паган-фолк-метал. Победитель Рок-коронации-2011 в номинации «Традиции и современность».
Группа была основана Алесем Таболичем в 1996 году в Минске и за период существования неоднократно менялся её состав. Группа является одним из родоначальников белорусской ветви фолк-направления.

## История
Группа Znich была основана в 1996, c тех пор состав участников неоднократно менялся.

За период творчества группа выступала на различных фестивалях и концертах как у себя на родине в Беларуси, так и за её пределами (Польша, Россия, Украина, Франция, Литва). Группа ведет активную концертную деятельность, неоднократно выступала в качестве гостей и конкурсантов на фестивале Басовище в Польше, а также на всех фестивалях «Be Free». 

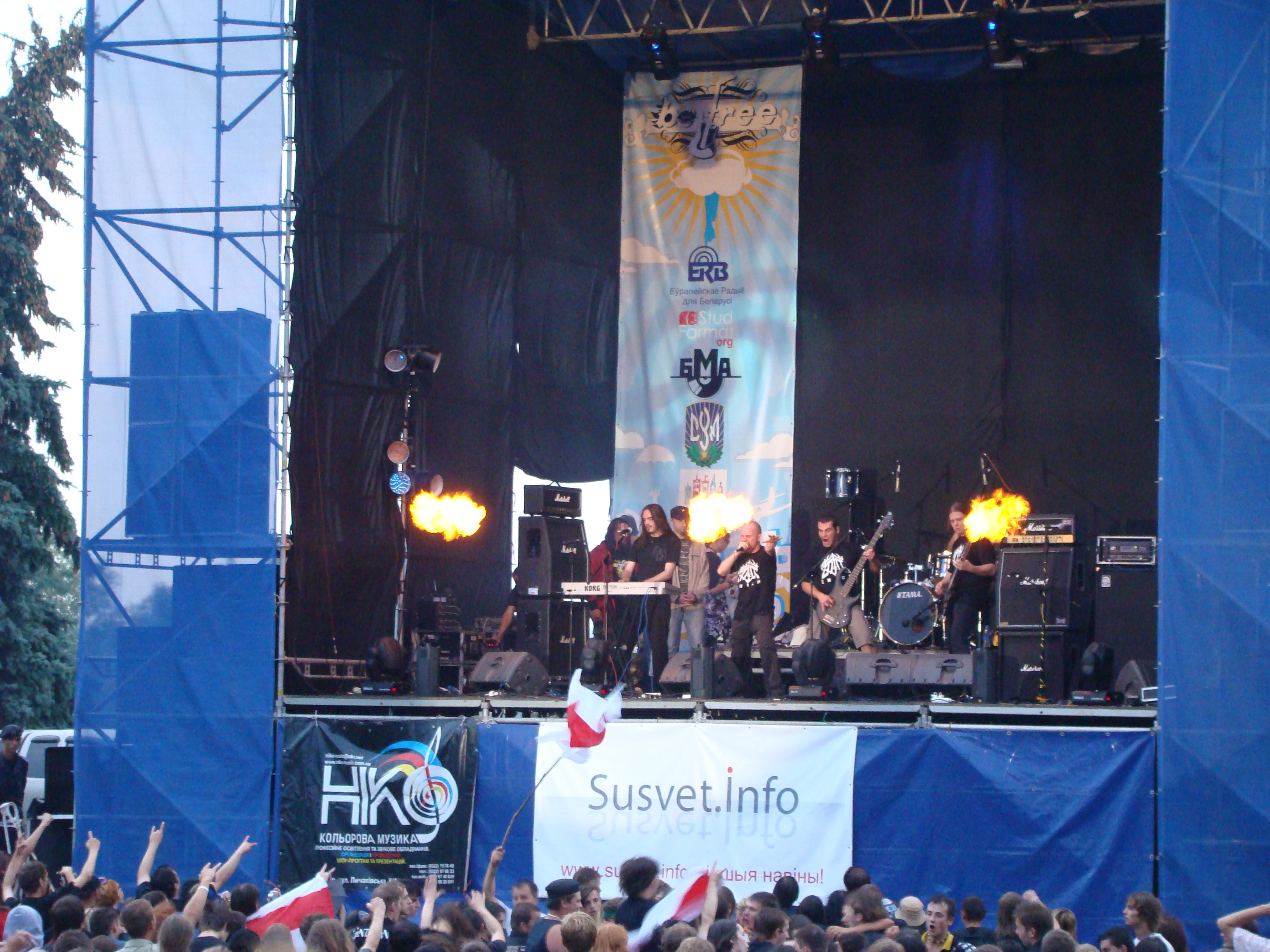
Группа Znich выступает на фестивале Be Free в 2008 году

В 2016 году группа сняла видео на богатырскую песню "Дунаю", с которой участвовал в отборе на «Евровидение-2016», но в финал не прошла, в клипе снялся отец Алеся, художник Григорий Таболич. Отец в клипе олицетворяет жажду мира, а сын —  силу к борьбе с врагом.
В 2019 году группа выдала новый альбом Рух Сонца (совместно с Rutvica), при записи которого были использованы аутентичные инструменты, сочетание традиционных вокальных приёмов и гроулинга.
В 2023 году сменяется весь состав кроме Алеся, в новый состав входят Витаутас Кашкуревич, Павел Штанько, Габриэль Абатурау. С новым составом Знич записывает новый альбом "Maci".

## Состав

### Текущий
- Алесь Таболич — вокал
- Павел Штанько — ударные
- Габриэль Абатуров — бас-гитара
- Данила — гитара

## Дискография

### Полноформатные альбомы
- Язычнiк я… (1997) (Procl. Ent., переиздан в 2004 году)
- Дух зямлi (1998) (Cosmopolitan)[7]
- Запаветы апошняга старца (2003)
- Крыжы-абярэгi (2006)
- Мроя (2011)
- Чорны Сiмвал (2017)
- Рух Сонца (2019) (совместно с Rutvica)[8][9]
- Maci (2023)

### Мини-альбомы
- Адчуваннi вясны (2000)
- Слова Зямлi (2016)

### Синглы
- «Крумкач» (2018)
- «Ой над ракою» (2019)
- «Dunau» (2020)[10]

### Участие в сборниках
- «Budzma The Best Rock / Budzma The Best Rock/New» (2009), трек «Jak Pišču Strału»[11]

### Клипы
| Название                                   | Год  | Альбом                          |
| ------------------------------------------ | ---- | ------------------------------- |
| ZNICH&RUTVICA — Сягодня ў нас Купала       | 2019 | Рух Сонца (совместно с Rutvica) |
| ZNICH & Rutvica — Ой над ракою             | 2019 | Рух Сонца (совместно с Rutvica) |
| ZNICH — Крумкач                            | 2018 | Крумкач (Сингл)                 |
| ZNICH — Мроя                               | 2017 | Чорны Сiмвал                    |
| Znich — Дунаю…                             | 2016 | Слова Зямлi                     |
| Што за ўсё тлусцейшае? (реж. Л. Архипцева) | 2001 | -                               |